# Knockin' da Boots
Knockin' da Boots is de debuutsingle van de Amerikaanse r&b-groep H-Town uit 1993. Het stond in hetzelfde jaar als tiende track op het album Fever for da Flavor.

## Achtergrond
Knockin' da Boots is geschreven door Keven Conner, Solomon Conner en Darryl Jackson en geproduceerd door Keven Conner, Solomon Conner, Jackson en Bishop Burrell. Het r&b-nummer gaat over seks, maar ook over de dansmoves van een vrouw. In 2022 was er ophef onder fans van H-Town over het nummer, nadat ze ontdekten dat het nummer mogelijk over een witte vrouw zal gaat, in plaats van een zwarte vrouw. Zanger Keven Conner had namelijk tijdens het uitbrengen van het nummer een relatie met een witte vrouw. Het nummer was vooral in de Verenigde Staten een grote hit. In de Billboard Hot 100 werd de derde plaats gehaald. Veel ander succes was er niet, in de Tipparade van de Nederlandse Top 40 werd de achttiende positie gehaald